# Saint-Pardoux-et-Vielvic
Saint-Pardoux-et-Vielvic – miejscowość i gmina we Francji, w regionie Nowa Akwitania, w departamencie Dordogne. Nazwa miejscowości pochodzi od imienia św. Pardulfa.
Według danych na rok 1990 gminę zamieszkiwało 136 osób, a gęstość zaludnienia wynosiła 10 osób/km² (wśród 2290 gmin Akwitanii Saint-Pardoux-et-Vielvic plasuje się na 1040. miejscu pod względem liczby ludności, natomiast pod względem powierzchni na miejscu 843.).